# عملية أدورا 2002
عملية أدورا عام 2002 هي عملية اقتحامية قام بها مسلحان فلسطينيان قساميان على سكان مستوطنة أدورا من قبل الاستيطان الإسرائيلي. حيث دخلوا مستوطنة أدورا في 27 أبريل 2002 ، وشرعوا في إطلاق النار على المستوطنة. قتل أربعة مستوطنين وجرح سبعة.
تقع أدورا في جبال الخليل، في جنوب الضفة الغربية، شمال غرب الخليل.

## سياق الكلام
وقعت العملية خلال الانتفاضة الثانية، وحدث ذلك بعد عدة أيام من قيام القوات الإسرائيلية بقتل أكرم الأطرش قائد كتائب القسام في جنوب الضفة، ومروان زلوم أحد قادة كتائب شهداء الأقصى. أعلنت الجبهة الشعبية لتحرير فلسطين مسؤوليتها عن العملية. والمنفذون هم: القسامي طارق دوفش، والقسامي فادي دويك «5 مؤبدات» والقسامي منير مرعي «5 مؤبدات».

## العملية
وقع الهجوم في الصباح يوم السبت اليهودي. حيث كان العديد من سكان أدورا يحضرون صلاة السبت في الكنيس عندما بدأت العملية. دخل المنفذان إلى المستوطنة عن طريق قطع ثقب طوله 3 أقدام في السياج الأمني، لكن لم يتم إطلاق أي إنذار لأن السياج لم يكن مكهربًا. كان المنفذان يرتديان الزي الرسمي لجيش الدفاع الإسرائيلي والسترات الواقية من الرصاص الأسود لإرباك المستجيبين. كانا مسلحين ببندقية من طراز ام-16 وبندقية كلاشينكوف. سمح عنصر المفاجأة للمنفذين بالبقاء في المستوطنة لمدة 15 دقيقة.
بعد الساعة التاسعة صباحًا بوقت قصير، دخل أحد المنفذيين إلى منزل مستوطنين. رغم إصابته لكنه قتل أفراد العائلة. ثم انتقل إلى منزل عائلة هراري، حيث أخفق في الدخول، فأطلق النار على النوافذ. حاول المنفذ الثاني الدخول إلى منزل عائلة آخرى عن طريق طرق الباب، لكن لم يستطع دخول المنزل، لكن أطلق النار على العائلة، مما أدى إلى مقتل الزوجة وإصابة الزوج. عندما وصل فريق الأمن إسرائيلي، قُتل الجندي أريك بيكر في الجولة الأولى من إطلاق النار. وانضمت الشرطة الإسرائيلية إلى الفريق الأمني، مما تسبب في انسحاب المنفذان. قُتل الجندي يعقوب كاتز في موجة من إطلاق النار للمنفذيين وهما في الشارع. وانسحب المنفذيين من خلال ثقب في السياج الأمني باتجاه قرية تفاح. لم تتمكن قوات الاحتلال من اعتقال منفذا العملية القساميين فادي دويك ومنير مرعي إلا بعد شهورٍ من تنفيذ العملية حيث حكم عليهما بالسجن المؤبد (5) مرات، قُتل أحدهما في وقت لاحق على أيدي قوات جيش الإسرائيلي.
وافادت مصادر طبية إسرائيلية ان 14 شخصا اصيبوا بجروح بينهم طفلان. ونقل ستة منهم إلى المستشفيات في القدس وعسقلان جنوب إسرائيل، وقال متحدث باسم الحكومة الإسرائيلية إن الرئيس الفلسطيني ياسر عرفات هو المسؤول عن الهجوم الذي وقع صباح اليوم في مستوطنة أدورا قرب مدينة الخليل بالضفة الغربية.

## القتلى
- دانييل شفي، 5
- اريك بيكر، 22
- كاترينا (كاتيا) غرينبرغ (45)
- يعقوب كاتز، 51

## روابط خارجية
- غيتي ألبوم الصور من جنازة دانييل شفي